# Danilo Pérez
Danilo Pérez (29 december 1965 i Panama) er en panamansk pianist og komponist. 
Pérez kom til USA i 1980´erne, og begyndte at spille med bl.a. Paquito D´Rivera og Jon Hendricks.
Han blev i 1995 inviteret med Wynton Marsalis Kvintet på turné til Polen, og spillede igen med Marsalis i 1996.
Han har ligeledes spillet med Dizzy Gillespie, Jack DeJohnette, Charlie Haden, Roy Haynes, Michael Brecker, Tom Harrell, Wayne Shorter, John Patitucci, Brian Blade, Steve Lacy og Gary Burton.
Pèrez musikalske inspirationer er Thelonius Monk, Dizzy Gillespie, John Coltrane, Duke Ellington og George Gershwin.
Han Har lavet en snes plader i eget navn.